# Apu Nahasapímapetilon
Apu Nahasapímapetilon (bengálsky অপু নাহাসাপিমাপেটিলন) je fiktivní postava z amerického animovaného seriálu Simpsonovi. Je to indický přistěhovalec, majitel Kwik-E-Martu, obchodu se smíšeným zbožím ve Springfieldu, a je známý především svou hláškou „Děkuji, přijďte zas.“. Poprvé se objevil v epizodě Mluvící hlava.
Dokumentární film z roku 2017 The Problem with Apu, jehož autorem a hlavním aktérem je komik Hari Kondabolu, kritizoval, že postava je jihoasijským stereotypem. Apuův dabér Hank Azaria na to reagoval oznámením, že se s produkčním štábem seriálu dohodl na tom, že postavu přestane dabovat. Tvůrce Simpsonových Matt Groening v srpnu 2019 uvedl, že Apu v seriálu zůstane.

## Role vSimpsonových

### Životopis
V epizodě Homer a Apu Apu říká, že pochází z Rahmatpuru v Západním Bengálsku. Apu je naturalizovaný občan USA a je držitelem doktorátu z počítačových věd. Absolvoval jako první ze své sedmimilionové třídy na Kalkatském technickém institutu a pokračoval v získávání doktorátu na Springfield Heights Institute of Technology (S. H. I. T.).
Během studia začal Apu pracovat v Kwik-E-Martu, aby splatil studentskou půjčku, a zůstal tam i poté, protože ho práce bavila a měl rád přátele, které si našel. Nelegálním přistěhovalcem zůstal, dokud starosta Quimby nenavrhl obecní zákon o vyhoštění všech cizinců bez dokladů. Apu na to reagoval tím, že si od springfieldské mafie koupil falešný rodný list, v němž byli jeho rodiče uvedeni jako američtí občané Herb a Judy Nahasapímapetilonovi z Green Bay ve Wisconsinu, ale když si uvědomil, že se vzdává svého původu, od tohoto plánu upustil a místo toho se mu s pomocí Lízy a Homera Simpsonových podařilo úspěšně složit zkoušku z občanství. Proto o sobě mluví jako o „pololegálním cizinci“.
V roce 1985 byl Apu členem barbershopové skupiny The Be Sharps spolu s Homerem Simpsonem, Barneym Gumblem a Seymourem Skinnerem. Na radu manažera skupiny Nigela přijal Apu umělecké jméno „Apu de Beaumarchais“ (odkaz na Pierra Beaumarchaise, autora Lazebníka sevillského). Apu je vegan, jak se ukázalo v epizodě 7. řady Líza vegetariánkou.

### Rodina
V dílu Dvě paní Nahasapímapetilonové si Apu užívá krátké období jako muž, o nějž mají ženy zájem, poté, co je spontánně vtažen do aukce svobodných mládenců. Dny následující po aukci stráví ve víru schůzek, jež náhle skončí, když mu matka oznámí domluvený sňatek se ženou jménem Manjula, kterou od dětství neviděl. Apu se nejprve snaží z dohody vyvléknout, přičemž Marge Simpsonová se vydává za jeho manželku, dokud ji Apuova matka nenajde s Homerem. Získá si ho však, když se na svatbě setká s Manjulou, a oba se rozhodnou manželství zkusit, přičemž Manjula nonšalantně poznamená, že se vždycky mohou rozvést. Později se do sebe oba skutečně zamilují.
V epizodě Osm raubířů dostane Manjula příliš mnoho dávek léků na plodnost, což vede k tomu, že porodí osmerčata: Anoop, Uma, Nabendu, Poonam, Priya, Sandeep, Sashi a Gheet. To rodině způsobí potíže, ale nakonec se rozhodnou žít dál společné. V epizodě Nepřátelé státu, kdy se město přejmenuje na Libertyville, aby bylo vlastenecké, poté, co se tvrdí, že Springfield nenávidí Ameriku, Apu dočasně změní jména svých dětí na Lincoln, Freedom, Condoleezza, Coke, Pepsi, Manifest Destiny, Apple Pie a Superman.
Apu a Manjula mají většinou šťastné manželství, a to i přes pochopitelné manželské problémy způsobené Apuovou workoholickou povahou a dlouhou pracovní dobou a námahou spojenou s péčí o osm dětí. Další napětí nastane, když je Apu Manjule nevěrný, kvůli čemuž se nakrátko odstěhoval, a dokonce uvažoval o sebevraždě. On i jeho rodina jsou oddaní hinduisté a uctívá zejména Ganéšu.
Apuův bratr Sanjay pomáhá vést obchod Kwik-E-Mart. Sanjay má dceru jménem Pahasatira a syna jménem Jamshed, kteří mají společné příjmení Nahasapímapetilon. Apu má ještě jednoho mladšího bratra, který je zmíněn pouze v díle Dvě paní Nahasapímapetilonové, kde byl Apu na tabulce uveden jako nejstarší ze tří. Apu má také bratrance žijícího v Indii jménem Kavi, jenž pomáhal Homerovi, když byl v Indii. Kavi pracuje pro několik amerických společností a přijímá servisní hovory s použitím všeobecného amerického, kovbojského a jamajského přízvuku.

### Další vystoupení
Apu je hratelnou postavou ve videohře The Simpsons Hit & Run. Jeho úkolem je vykoupit se za to, že nevědomky prodal zkaženou Buzz Colu, která přivedla obyvatele Springfieldu k šílenství. Apu se objevuje také ve hře The Simpsons: Road Rage jako odemykatelná hratelná postava. Je také postavou, kterou hráči získají poměrně brzy v otevřené on-line hře The Simpsons: Tapped Out.

## Postava
Apu se poprvé objevil v epizodě první série Mluvící hlava. Al Jean a Mike Reiss tvrdí, že při vytváření postavy se scenáristé rozhodli, že z něj neudělají etnickou postavu, protože by to podle nich bylo příliš urážlivé a stereotypní a nechtěli urazit diváky, ale koncept zůstal, protože Hanka Azariu při čtení hlášky „Dobrý den, pane Homere.“ scenáristé velmi rozesmáli. Azaria však tuto výpověď zpochybnil a místo toho tvrdil, že ho scenáristé požádali, aby pro postavu vytvořil stereotypní indický přízvuk. Azaria uvedl, že Apuův hlas založil na indických zaměstnancích samoobsluhy v Los Angeles, s nimiž přišel do styku, když se do této oblasti přestěhoval. Volně také vycházel z postavy Petera Sellerse Hrundiho V. Bakshiho z filmu Večírek, o němž si Azaria myslí, že má podobnou povahu jako Apu.
Apuovo křestní jméno je poctou hlavní postavě z trilogie Apu režiséra Satjádžita Ráje, jeho příjmení je Nahasapímapetilon a poprvé bylo uvedeno v dílu Tramvaj do stanice Marge. Jedná se o morfofonologickou směs jména Pahasadee Napetilon, plným jménem spolužáka scenáristy Simpsonových Jeffa Martina.
Apu se oženil s Manjulou v epizodě Dvě paní Nahasapímapetilonové. Nápad na Apuovu svatbu poprvé zkonstruoval Rich Appel, hlas Apuově matce v dílu propůjčila Andrea Martinová, která svou roli natáčela v New Yorku. Chtěla, aby byl její hlas dokonalý, a tak mezi jednotlivými záběry poslouchala nahrávky, na kterých Azaria čte repliky pro Apua, aby se ujistila, že její hlas může být realisticky hlasem Apuovy matky.

## Přijetí a kritika

### Oblíbenost
Apu je jednou z nejvýznamnějších postav jihoasijského původu v hlavním vysílacím čase v televizi ve Spojených státech. Hank Azaria získal tři ceny Primetime Emmy za vynikající hlasový výkon – v roce 1998 vyhrál cenu za svůj výkon v roli Apua, v roce 2001 za Náhlou srdeční příhodu a potřetí v roce 2003 za díl Vočko pečuje o malou za namluvení několika postav, včetně Apua.
Apuova podoba byla široce licencována, a to na předmětech od stolních her až po osvěžovače vzduchu do auta. V červenci 2007 řetězec obchodů se smíšeným zbožím 7-Eleven přeměnil 11 svých prodejen ve Spojených státech a jednu v Kanadě na Kwik-E-Marty, aby oslavil uvedení Simpsonových ve filmu.

### Obvinění z rasových stereotypů
Někteří obviňovali ztvárnění Apua z rasistické karikatury Indů a Jihoasijců obecně a kritizovali předpojatost podle rasové/etnické příslušnosti. Během propagace 7-Eleven v roce 2007 vyjádřili někteří členové indoamerické komunity obavy, že Apu je karikatura, která hraje na příliš mnoho negativních stereotypů. Přesto společnost 7-Eleven uvedla, že mnoho jejích indických zaměstnanců reagovalo na tento nápad pozitivně, ale poznamenala, že se nejedná o „stoprocentní podporu“.
Hari Kondabolu na webu Totally Biased with W. Kamau Bell uvedl, že se v indoamerické komunitě, stejně jako v širší komunitě Desi, objevují negativní reakce na Apua. Pákistánsko-americký komik a herec Kumail Nanjiani také kritizoval tuto postavu a vyprávěl, že na začátku své kariéry byl požádán, aby dělal „přízvuk Apua“ jako stereotypní verzi „indického přízvuku“. V rozhovoru z roku 2007 Azaria uznal některé z těchto kritik, když vzpomínal na rozhovor se scenáristy seriálu během vzniku postav: „Hned se ptali: ‚Umíte udělat indický přízvuk a jak moc urážlivý ho můžete udělat?‘. Řekl jsem jim: ‚Není to nijak ohromně přesné. Je to trochu, ehm, stereotypní.‘. A oni na to: ‚Eh, to je v pořádku.‘.“. V rozhovoru pro The Huffington Post v roce 2013 Azaria řekl, že se nedá očekávat, že by se přízvuk postavy „teď najednou změnil“ nebo že by postava ze seriálu vypadla: „Byl bych překvapen, kdyby ho (scenáristé seriálu) psali méně často, protože je urážlivý.“.
V roce 2016 Kondabolu oznámil svůj záměr natočit dokumentární film o tom, „jak tato kontroverzní karikatura vznikla, zaryla se do srdcí a myslí Američanů a existuje – nedotčená – i po 26 letech“. V roce 2017 Kondabolu vydal hodinový dokument The Problem with Apu; Kondabolu v něm zpovídá další herce a komiky jihoasijského původu o tom, jaký vliv měla postava Apua na jejich životy a na vnímání Jihoasijců v americké kultuře.
V dubnu 2018 Simpsonovi reagovali na kontroverzi kolem Apua v epizodě Čtení pro mne není. Marge seznámí Lízu se svou oblíbenou knihou z dětství, je však šokována jejími rasistickými stereotypy a snaží se ji přepsat tak, aby vyhovovala modernímu cítění. Lízu tato přepracovaná verze nudí a Marge se ptá, co má dělat; Líza odpoví: „Těžko říct. Něco, co začalo před desítkami let a bylo to oceňováno a neškodné, je dnes politicky nekorektní. Co se dá dělat?“. Pak se podívá na obrázek Apua s nápisem „Neměj krávu, chlape.“ a obě postavy si řeknou, že se tato otázka bude řešit později, pokud vůbec. Kondabolu prohlásil, že ho mrzí, že se seriál ke kontroverzi postavil odmítavě. Mike Reiss, dlouholetý scenárista a producent Simpsonových, problém uznal a upozornil, že Apu neměl v seriálu poslední tři roky žádnou hlášku.
Během vystoupení téhož měsíce v pořadu The Late Show with Stephen Colbert Azaria prohlásil, že by byl „naprosto ochoten odstoupit“ z role hlasu Apua, a řekl, že se stále více obává, že postava škodí posilováním stereotypů, a že „nejdůležitější je naslouchat Indům a jejich zkušenostem s ní“. „Opravdu chci vidět indické, jihoasijské spisovatele ve scenáristické místnosti, kteří budou skutečně informovat o tom, jakým směrem se tato postava vydá,“ uvedl Azaria. Kondabolu na jeho poznámky reagoval pozitivně.
V rozhovoru pro USA Today tvůrce Matt Groening odmítl kritiku postavy Apua slovy: „Myslím, že v naší kultuře nastala doba, kdy lidé rádi předstírají, že jsou uraženi.“. Dana Waldenová, generální ředitelka společnosti 20th Century Fox Television, v rozhovoru ze srpna 2018 v souvislosti s kontroverzí ohledně Apua uvedla, že stanice důvěřuje tvůrcům seriálu, „že se s tím vypořádají způsobem, který je pro seriál nejlepší“. V říjnu 2018 je v epizodě South Parku Pan Hankey odchází pan Hankey vyloučen a poslán do země, kde „lidem nevadí bigotnost a nenávist“ – do Springfieldu. Epizoda končila titulní kartou #cancelthesimpsons, podobně jako promo k South Parku, které vyzývalo ke zrušení sebe sama. V komentáři na DVD však tvůrci South Parku Trey Parker a Matt Stone uvedli, že lidé v Simpsonových jsou jejich přátelé a že tento vtip nebyl výpadem proti Simpsonovým, ale proti dokumentu, a že jim připadá zábavné, jak si mnozí tento vtip špatně vyložili jako útok na Simpsonovy. Al Jean k dílu uvedl na Twitteru následující: „Je to vlastně ve prospěch toho, že říkáme, že lidé jsou příliš kritičtí.“.
Hugo Rifkind si v deníku The Times posteskl nad převládajícím postojem týkajícím se potenciálně urážlivého materiálu: „Nikdo nemusí být skutečně uražen – stačí možnost, že by někdo mohl být uražen. Poukázal také na to, že Apu je vykreslen velmi pozitivně – kromě Lízy je chytřejší než všichni ostatní –, a že seriál byl mnohem hlubší ohledně mnoha dalších postav, jako je Ned Flanders, Šáša Krusty nebo školník Willie. 26. října Adi Shankar v rozhovoru pro IndieWire uvedl, že Apu Simpsonovy opustí. 29. října výkonný producent Al Jean na tyto spekulace reagoval a prohlásil: „Adi Shankar není producentem Simpsonových. (…) Nemluví za náš seriál.“. Dne 27. srpna 2019 několik zdrojů uvedlo, že Groening potvrdil setrvání Apua v seriálu na Disneyho výstavě D23 Expo, když fanouškovi, který se ho zeptal, zda Apu zůstane, řekl: „Ano, milujeme Apua. Jsme na něj hrdí.“.
Azaria 17. ledna 2020 oznámil, že se s produkčním týmem dohodl, že mu umožní odstoupit od namluvení Apua. Azaria sledoval debatu v předchozích letech od Kondaboluovy eseje a dokumentu, četl a navštěvoval semináře o rasismu a společenském vědomí a hovořil o situaci s indicko-americkými kolegy včetně hereckého kolegy Utkarshe Ambudkara (který vystupoval jako Apuův synovec v dílu Mnoho Apua pro nic). Pochopil, že problémy kolem postavy Apua ve srovnání s ostatními stereotypními postavami v seriálu Simpsonovi spočívají v myšlence přípustného použití, což vedlo k jeho rozhodnutí přestat Apua namlouvat. Azaria řekl: „Kvůli těmto (ostatním) postavám (které hrají na jiné než jihoasijské stereotypy) se neozval žádný protest, protože lidé mají pocit, že jsou zastoupeni. Neberou si to tak osobně ani se tím necítí utlačováni nebo uráženi.“.
Zatímco Azaria upustil od dabování postavy, Groening potvrdil, že Apu v Simpsonových zůstane.
V epizodě podcastu Daxe Sheparda Armchair Expert z 12. dubna 2021 se Azaria omluvil za „rasismus, mou účast na rasismu nebo alespoň na rasistické praxi nebo na strukturálním rasismu, jak se to týká showbyznysu nebo… všeho výše uvedeného“. Na Azariovu omluvu reagovala mimo jiné herečka a spisovatelka Mellini Kantayyaová, která v názorovém článku pro The Washington Post napsala, že když slyšela Azariův ústupek, „a to, že to neřekl v pečlivě připraveném PR prohlášení, ale v rozhovoru dlouho poté, co se zpravodajský cyklus přesunul jinam, mě zaskočilo. Azaria dospěl ke svým závěrům po letech učení a přemýšlení. Uvědomil si, jak jeho práce ublížila indským Američanům, a chtěl začít s nápravou. Proto jsem se rozplakala. Jeho omluva byla vzhledem k mé minulosti chladnou útěchou, ale na potvrzení a uznání přesto záleželo.“.